# 水野敦之
水野 敦之（みずの あつし、1970年8月7日 - ）は、日本の著作家、自閉症生活デザインコーディネーター。

## 人物
佐賀県東松浦郡生まれ。西九州大学家政学部社会福祉学科卒業。

## 著書
- フレームワークを活用した自閉症支援（エンパワメント研究所、2011年）
- 生活デザインとしての個別支援計画ガイドブック（エンパワメント研究所、2015年）